# امید ریاضی شرطی
 امید ریاضی شرطی 
در نظریه احتمالات امید ریاضی شرطی یک متغیر تصادفی مقدار مورد انتظار آن (مقدار میانگین آن متغیر در تعداد زیادی آزمایش تصادفی) است در صورتی که بدانیم پیشامد خاصی اتفاق افتاده است.
چنانچه متغیر تصادفی ما گسسته باشد، شرایط داده شده زیرمجموعه ای از فضای احتمال است.
بر اساس شرایط مسئله، امید ریاضی شرطی می‌تواند یک متغیر تصادفی یا یک تابع باشد. چنانجه به صورت متغیر تصادفی باشد، مشابه احتمال شرطی، به صورت {\displaystyle E(X\mid Y)} نشان داده می‌شود و در صورتی که تابع باشد، به صورت {\displaystyle E(X\mid Y=y)} نمایش داده می‌شود.

## مثال ها

### مثال ۱: پرتاب تاس
فرض کنید که یک تاس را پرتاب میکنیم. اگر زوج آمد، متغیر A را برابر یک و در غیر این صورت برابر صفر قرار میدهیم. همچنین متغیر تصادفی B را به این صورت تعریف میکنیم که اگر عدد اول آمد، B = ۱ و در غیر این صورت B = ۰.
|   | ۱ | ۲ | ۳ | ۴ | ۵ | ۶ |
| - | - | - | - | - | - | - |
| A | ۰ | ۱ | ۰ | ۱ | ۰ | ۱ |
| B | ۰ | ۱ | ۱ | ۰ | ۱ | ۰ |

امید ریاضی غیرشرطی A برابر است با
{\displaystyle E[A]=(0+1+0+1+0+1)/6=1/2}
اما امید ریاضی A به شرط آن که  B = ۱، برابر با
{\displaystyle E[A\mid B=1]=(1+0+0)/3=1/3}
خواهد بود. و امید ریاضی A به شرط صفر بودن B برابر با
{\displaystyle E[A\mid B=0]=(0+1+1)/3=2/3}
است.
به طور مشابه امید ریاضی B به شرط A = ۱ برابر
{\displaystyle E[B\mid A=1]=(1+0+0)/3=1/3}
و امید ریاضی B به شرط A = ۰ برابر
{\displaystyle E[B\mid A=0]=(0+1+1)/3=2/3}
است.

### مثال 2: داده های بارش باران
فرض کنید مجموعه ای از داده های بارش روزانه باران طی ۱۰ سال (۳۶۵۲ روز) از یک فروردین ۱۳۸۰ تا پایان اسفند ۱۳۸۹ توسط هواشناسی جمع آوری شده است. در اینصورت امید ریاضی غیرشرطی مقدار بارش باران در یک روز نامشخص، برابر با میانگین بارش در تمام این ۳۶۵۲ روز است. درحالیکه امید ریاضی شرطی بارش باران، در صورتیکه بدانیم روز ما در ماه بهمن است، برابر با میانگین بارش ۳۰۰ روز واقع در ماه بهمن از این ۱۰ سال است. یا برای محاسبه امید ریاضی شرطی اگر بدانیم روز ما ۱۴ ام بهمن است، کافی است میانگین بارش روز های ۱۴ بهمن هر سال در این ۱۰ سال را محاسبه کنیم.

## تاریخچه
مفهوم احتمال شرطی اولین بار توسط لاپلاس مطرح شد. کسی که توزیع های شرطی را محاسبه کرد. اما فرمول بندی آن توسط آندری کولموگوروف با استفاده از نظریه رادون-نیکودین در سال ۱۹۳۳ انجام شد. اما امید ریاضی شرطی به صورت کنونی آن در سال ۱۹۵۳ توسط پل ریچارد هالموس و جوزف ال. داب به وسیله نظریه جبر سیگما ارائه شد.

## تعاریف

### شرطی سازی یک پیشامد
اگر A یک پیشامد در فضای احتمال {\displaystyle {\mathcal {F}}} با احتمال غیر صفر باشد، و X یک متغیر تصادفی گسسته باشد، آنگاه امید ریاضی شرطی X به شرط A برابر است با:
{\displaystyle {\begin{aligned}\operatorname {E} (X\mid A)&=\sum _{x}xP(X=x\mid A)\\&=\sum _{x}x{\frac {P(\{X=x\}\cap A)}{P(A)}}\end{aligned}}}
که این جمع روی تمام مقدار های ممکن X محاسبه می‌شود.
توجه داشته باشید که اگر {\displaystyle P(A)=0} امید ریاضی شرطی به خاطر تقسیم بر صفر تعریف نشده است.

### متغیر های تصادفی گسسته
اگر X و Y دو متغیر تصادفی گسسته باشند، آنگاه امید ریاضی شرطی X به شرط Y به صورت زیر محاسبه می‌شود:
{\displaystyle {\begin{aligned}\operatorname {E} (X\mid Y=y)&=\sum _{x}xP(X=x\mid Y=y)\\&=\sum _{x}x{\frac {P(X=x,Y=y)}{P(Y=y)}}\end{aligned}}}
که {\displaystyle P(X=x,Y=y)} تابع جرم احتمال توأم متغیر های X و Y است.
توجه کنید که شرطی سازی بر روی متغیر تصادفی گسسته مشابه شرطی سازی روی پیشامد زیر است:
{\displaystyle \operatorname {E} (X\mid Y=y)=\operatorname {E} (X\mid A)}
که A مجموعه {\displaystyle \{Y=y\}} است.

### متغیر های تصادفی پیوسته
فرض کنید X و Y دو متغیر تصادفی پیوسته با تابع چگالی احتمال توأم {\displaystyle f_{X,Y}(x,y),} هستند. همچین {\displaystyle f_{Y}(y)} تابع چگالی احتمال Y و چگالی احتمال شرطی X به شرط {\displaystyle Y=y} برابر {\displaystyle \textstyle f_{X|Y}(x|y)={\frac {f_{X,Y}(x,y)}{f_{Y}(y)}}} باشد، آنگاه امید ریاضی شرطی X به شرط Y به صورت زیر محاسبه می‌شود:
{\displaystyle {\begin{aligned}\operatorname {E} (X\mid Y=y)&=\int _{-\infty }^{\infty }xf_{X|Y}(x|y)\mathrm {d} x\\&={\frac {1}{f_{Y}(y)}}\int _{-\infty }^{\infty }xf_{X,Y}(x,y)\mathrm {d} x.\end{aligned}}}
چنانچه مخرج صفر باشد، عبارت تعریف نشده خواهد بود.
دقت کنید که شرطی سازی بر روی متغیر تصادفی پیوسته بر خلاف حالت گسسته به هیچ عنوان مانند شرطی سازی بر روی مجموعه {\displaystyle \{Y=y\}} نیست. در صورتی که این تفاوت را در نظر نگیریم به تناقض  بورل-کولموگروف بر خواهیم خورد.

## قضایا

### امید ریاضی شرطی زنجیره ای
با توجه به قانون احتمال کل برای امید ریاضی، اگر داشته باشیم {\displaystyle g(Y)=E[X\mid Y]} می‌توان نوشت (با استفاده از قاعده لوتوس):
{\displaystyle {\begin{aligned}\ E[X]&=\sum _{y_{j}\in R_{Y}}E[X|Y=y_{j}]P_{Y}(y_{j})\\\ &=\sum _{y_{j}\in R_{Y}}g(y_{j})P_{Y}(y_{j})\\\ &=E[g(Y)]\\\ &=E[E[X|Y]]\end{aligned}}}
بنابراین نتیجه می‌گیریم:
{\displaystyle E[X]=E[E[X|Y]]}

### امید ریاضی شرطی برای متغیر های تصادفی مستقل
توجه کنید که اگر دو متغیر تصادفی X و Y مستقل باشند، آنگاه تابع جرم احتمال شرطی X به شرط Y همان تابع جرم احتمال حاشیه ای X خواهد بود.
بنابر این برای متغیر های تصادفی مستقل داریم:
{\displaystyle {\begin{aligned}\ E[X|Y=y]&=\sum _{x\in R_{X}}xP_{X|Y}(x|y)\\&=\sum _{x\in R_{X}}xP_{X}(x)\\&=E[X]\end{aligned}}}
اگر دوباره به صورت یک متغیر تصادفی وابسته به X به آن نگاه کنیم، به رابطه زیر می‌رسیم:
{\displaystyle E[X|Y]=E[X]}
اگر X و Y مستقل باشند.
در نظر داشته باشید که برای متغیر های تصادفی مستقل، {\displaystyle P_{XY}(x,y)=P_{X}(x)P_{Y}(y)}. که از این می‌توان نتیجه گرفت که {\displaystyle E[XY]=E[X].E[Y]}.

## امید ریاضی شرطی و پیش بینی
گاهی وقت‌ها مقدار یک متغیر تصادفی مشاهده می‌شود و بر اساس این مقدار مشاهده شده، تلاش می‌شود مقدار متغیر تصادفی دیگری را پیش‌بینی کنیم.

### تعاریف و مفاهیم
اگر مقدار متغیر تصادفی X برابر x مشاهده شود،. آنگاه مقدار متغیر تصادفی Y را با مقدار (g(x پیش‌بینی می‌کنیم. یعنی (g(X تابع پیش‌بینی ما می‌باشد. می‌خواهیم (g(X را طوری تعریف کنیم که نزدیک‌ترین تابع به Y باشد. یک معیار برای سنجش میزان این نزدیکی حداقل شدن عبارت {\displaystyle E[Y-g(X)]^{2}} است. با نوشتن روابط مشخص می‌شود که بهترین پیش‌بینی برای Y برابر است با:
{\displaystyle g(X)=E[Y\mid X]}